# Okole (województwo kujawsko-pomorskie)
Okole – (niem. Okollo, 1942–1945 Kollenbach) wieś w Polsce położona w województwie kujawsko-pomorskim, w powiecie bydgoskim, w gminie Koronowo, w sołectwie Okole.

## Podział administracyjny
W latach 1975–1998 miejscowość położona była w województwie bydgoskim.

## Demografia
W sołectwie mieszkało (2010 r.) 670 osób. Obecnie (XII 2015 r.), według danych Urzędu Gminy Koronowo, są to 683 osoby.
Sama miejscowość Okole liczyła (XII 2015 r.) 356 mieszkańców.